# Alex van der Heide
Alex van der Heide ('s-Hertogenbosch, 1909 – 1976) was een Nederlands dichter.
Hij staat vooral bekend om zijn limericks, waarvan Een zekere Achmad in Bagdad en Er was eens een kaasboer in Gouda het bekendst en vaakst geciteerd zijn.

## In populaire cultuur
- De limerick rond de kaasboer in Gouda werd ook geciteerd in de Nederlandse vertaling van Roald Dahls boek Matilda door Huberte Vriesendorp.
- Naar de limerick rond Achmad op zijn badmat in Bagdad werd geregeld verwezen in de Vlaamse stripreeks Nero door Marc Sleen, onder meer in het album De Nero Bonbons (1989), waarin Nero in Bagdad een man tegenkomt die letterlijk op die manier zijn krant leest.